# Norberto Alonso
Norberto Osvaldo Alonso (Vicente López, 4 januari 1953) is een Argentijns voormalig voetballer die bij voorkeur als aanvallende middenvelder speelde. Hij speelde het grootste deel van zijn carrière voor River Plate.
Alonso wordt beschouwd als een van de meest iconische spelers in de geschiedenis van het Argentijnse voetbal. In 1975 eindigde hij als tweede bij de verkiezing van Zuid-Amerikaans voetballer van het jaar. Met River Plate won Alonso negen prijzen waaronder de Copa Libertadores en de wereldbeker voetbal in 1986. In 1978 won hij met Argentinië het WK van 1978.

## Loopbaan

### Jeugd
Alonso werd geboren in de stad Vicente López in de provincie Buenos Aires, maar groeide op in de arme wijk Los Polvorines. Op negenjarige leeftijd werd Alonso ontdekt door Carlos Palomino, die destijds scout was van River Plate. Hij doorliep de gehele jeugdopleiding van de Argentijnse club alvorens hij in 1970 door toenmalig trainer Ángel Labruna bij het eerste elftal werd gehaald. Hij moest echter nog een jaar wachten op zijn debuut.

### River Plate

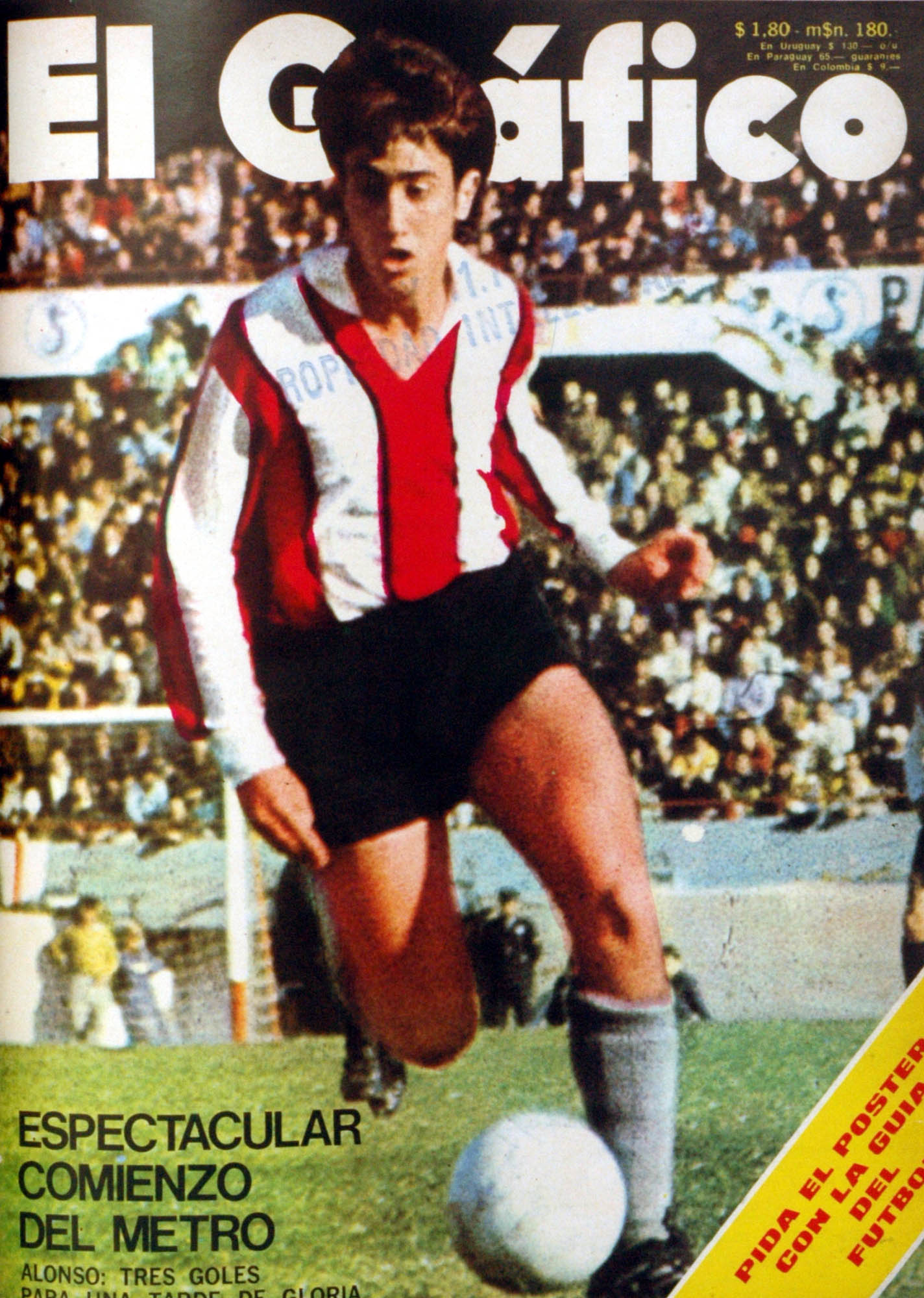
Alonso op de cover van El Gráfico in 1972

Op 8 augustus 1971 maakte Alonso zijn officiële debuut voor River Plate in een met 2-1 gewonnen wedstrijd tegen CA Atlanta in de wijk Villa Crespo. Het volgende jaar maakte Alonso twaalf doelpunten in de Metropolitano en negen doelpunten in de Nacional.
In 1973 speelde Alonso met het Argentijns voetbalelftal een oefenwedstrijd tegen Duitsland. Hij zette na een kwartier spelen uit een vrije trap de 0-2 op het scorebord. Het was zijn eerste interlanddoelpunt. Argentinië won de wedstrijd uiteindelijk met 2-3. Alonso moest echter het aankomende WK 1974 aan zich voorbij laten gaan doordat hij last kreeg van suikerziekte.
In 1975 was Alonso een van de belangrijkste spelers in het elftal van River Plate dat voor het eerst sinds 18 jaar weer kampioen werd. Zowel het Campeonato Metropolitano als het Campeonato Nacional werden gewonnen. Alonso speelde in een team met spelers als Ubaldo Fillol, Roberto Perfumo en Oscar Más.
Zijn goede prestaties in Argentinië leverde Alonso in de zomer van 1976 een transfer op naar het Franse Olympique Marseille. Dit liep echter niet uit op een succes. Onvrede over een laag salaris en het feit dat Argentijns bondscoach César Luis Menotti enkel spelers selecteerde die actief waren in eigen land, waren voor Alonso redenen om de club te verlaten.

### Wereldkampioen en de dubbel
In 1977 keerde Alonso terug naar River Plate. Hij scoorde vervolgens veertien doelpunten in twaalf wedstrijden en werd opgenomen in de selectie van het Argentijns voetbalelftal voor het WK in eigen land. Hij kreeg de voorkeur boven de destijds 17-jarige Diego Maradona. De rugnummers van Argentinië werden verdeeld op alfabetische volgorde van de achternamen. Hierdoor droeg Alonso (een middenvelder) rugnummer 1, welke meestal wordt gedragen door keepers. Alonso speelde drie wedstrijden mee op het toernooi, maar miste uiteindelijk de knock-outfase door een opgelopen knieblessure. Argentinië haalde de finale, waarin het 3-1 won van Nederland en zich zodoende tot wereldkampioen kroonde.
Ondanks aanhoudend blessureleed, was Alonso een sleutelfiguur van de ploeg van River Plate die driemaal op rij kampioen werd. In 1979 werd zowel de Campeonato Metropolitano als het Campeonato Nacional gewonnen en in 1980 werd de Campeonato Metropolitano gewonnen. In 1981 werd hoofdtrainer Ángel Labruna ontslagen en opgevolgd door Alfredo Di Stéfano. Vanwege ernstige meningsverschillen met de nieuwe trainer besloot Alonso vlak na het gewonnen Campeonato Nacional in 1981 River Plate te verlaten.

### Vélez Sarsfield
Alonso ging vervolgens aan de slag bij Vélez Sarsfield. Hier speelde hij in twee jaar 73 wedstrijden waarin hij 16 treffers maakte.
In 1983 werd hij door bondscoach Carlos Bilardo voor het eerst sinds vijf jaar weer opgeroepen voor het Argentijnse elftal. Hij speelde dat jaar vier interlands en was eenmaal trefzeker. Uiteindelijk kregen de jongere spelers Diego Maradona, Jorge Burruchaga en Carlos Daniel Tapia de voorkeur op zijn positie.

### Internationaal succes

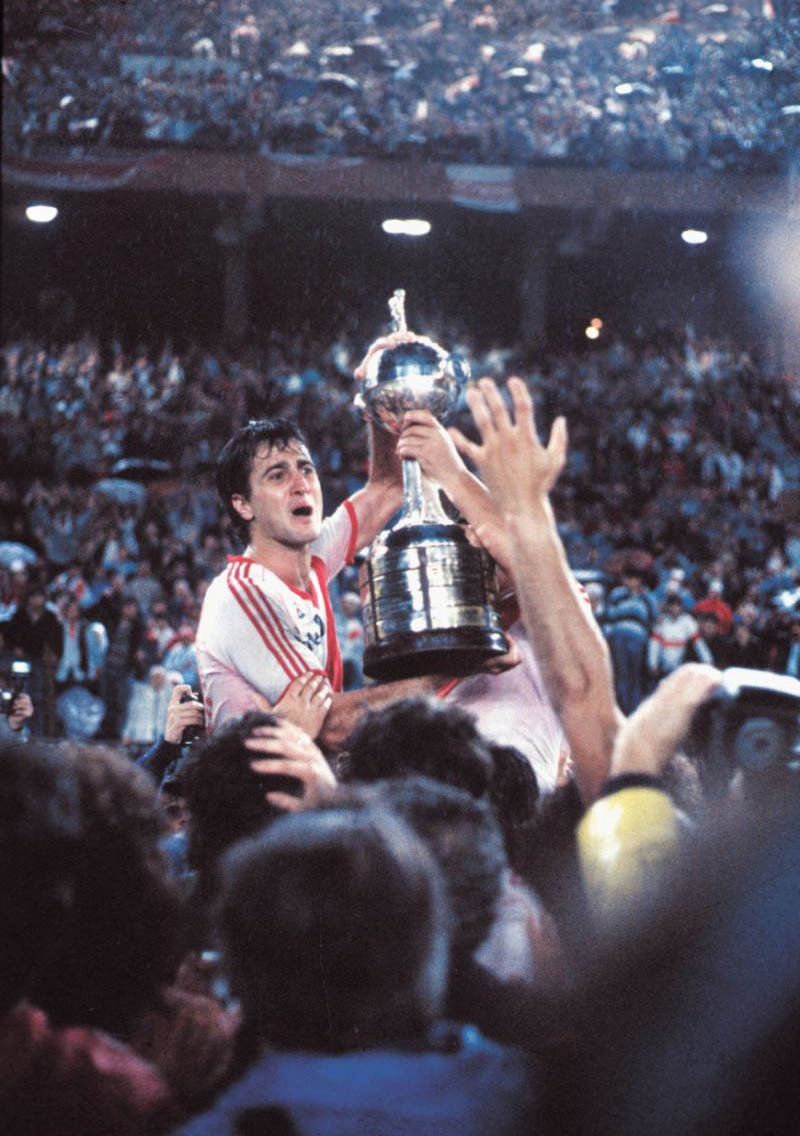
El Beto viert het winnen van de Copa Libertadores (1986)

In 1984 keerde Alonso op verzoek van nieuwe president Hugo Santilli terug bij River Plate. Hij was opnieuw een belangrijke speler voor 	Los Millonarios en won in de jaren die volgden twee internationale prijzen met de club. In 1986 werd de Copa Libertadores gewonnen, nadat in de finale América de Cali over twee wedstrijden verslagen werd. Datzelfde jaar won Alonso met River Plate het Argentijns landskampioenschap. De Argentijnse competitie was dat seizoen hervormd; voor het eerst was er sprake van één competitie per seizoen.
Daarnaast won River Plate dat seizoen de wereldbeker voetbal ten koste van het Roemeense Steaua Boekarest. Alonso gaf na bijna een halfuur spelen de assist op Antonio Alzamendi, die de enige treffer van de wedstrijd maakte. Het was de laatste wedstrijd van Alonso, die met deze prijs alle mogelijke prijzen als speler had gewonnen. Hij speelde in totaal 374 wedstrijden voor River Plate en kwam op een totaalaantal van 149 doelpunten.

## Leven na het voetbal
In 1989 werd Alonso samen met Reinaldo Merlo trainer van River Plate. Het duo moest echter halverwege het seizoen vertrekken nadat Daniel Passarella werd aangesteld als nieuwe trainer. Onder zijn leiding werd River dat seizoen kampioen.
In 1990 ontving Alonso een Konex Award als een van de vijf beste Argentijnse voetballers van het decennium. Hij was daarnaast veelvuldig op de Argentijnse televisie te zien. Tussen 1996 en 1997 was hij panellid in de twee programma's Fútbol, pasión de multitudes en Fútbol por expertos. In 2003 nam hij deel aan het programma La Última Palabra.
In 2013 werd Alonso aangesteld als adviseur van de nieuwe River Plate-voorzitter Rodolfo D'Onofrio.

## Erelijst
River Plate
- Campeonato Metropolitano: 1975, 1979, 1980
- Campeonato Nacional: 1975, 1979, 1981
- Primera División: 1985/86
- CONMEBOL Libertadores: 1986
- Wereldbeker voor clubteams: 1986

 Argentinië
- Wereldkampioenschap voetbal:  1978

1 Alonso ·
2 Ardiles ·
3 Baley ·
4 Bertoni ·
5 Fillol ·
6 Gallego ·
7 L. Galván ·
8 R. Galván ·
9 Houseman ·
10 Kempes ·
11 Killer ·
12 Larrosa ·
13 La Volpe ·
14 Luque ·
15 Olguín ·
16 Ortiz ·
17 Oviedo ·
18 Pagnanini ·
19 Passarella  ·
20 Tarantini ·
21 Valencia ·
22 Villa ·
Coach: Menotti